# Ligne 2552 (DB Netz)
La ligne 2552 du réseau de la Deutsche Bahn est une courte ligne qui va de la gare de triage d'Aix-la-Chapelle-Ouest à la frontière Belge. Elle est empruntée par les trains de marchandises alors que les trains de voyageurs empruntent la ligne 2600. Elle a la particularité de passer sous le Vaalserberg le point culminant des Pays-Bas et à proximité du tripoint Pays-Bas - Belgique - Allemagne.
Elle se prolonge en Belgique par la ligne 39 (construite en 1871 et fermée en 1952) et la ligne 24 (depuis 1917).

## Histoire

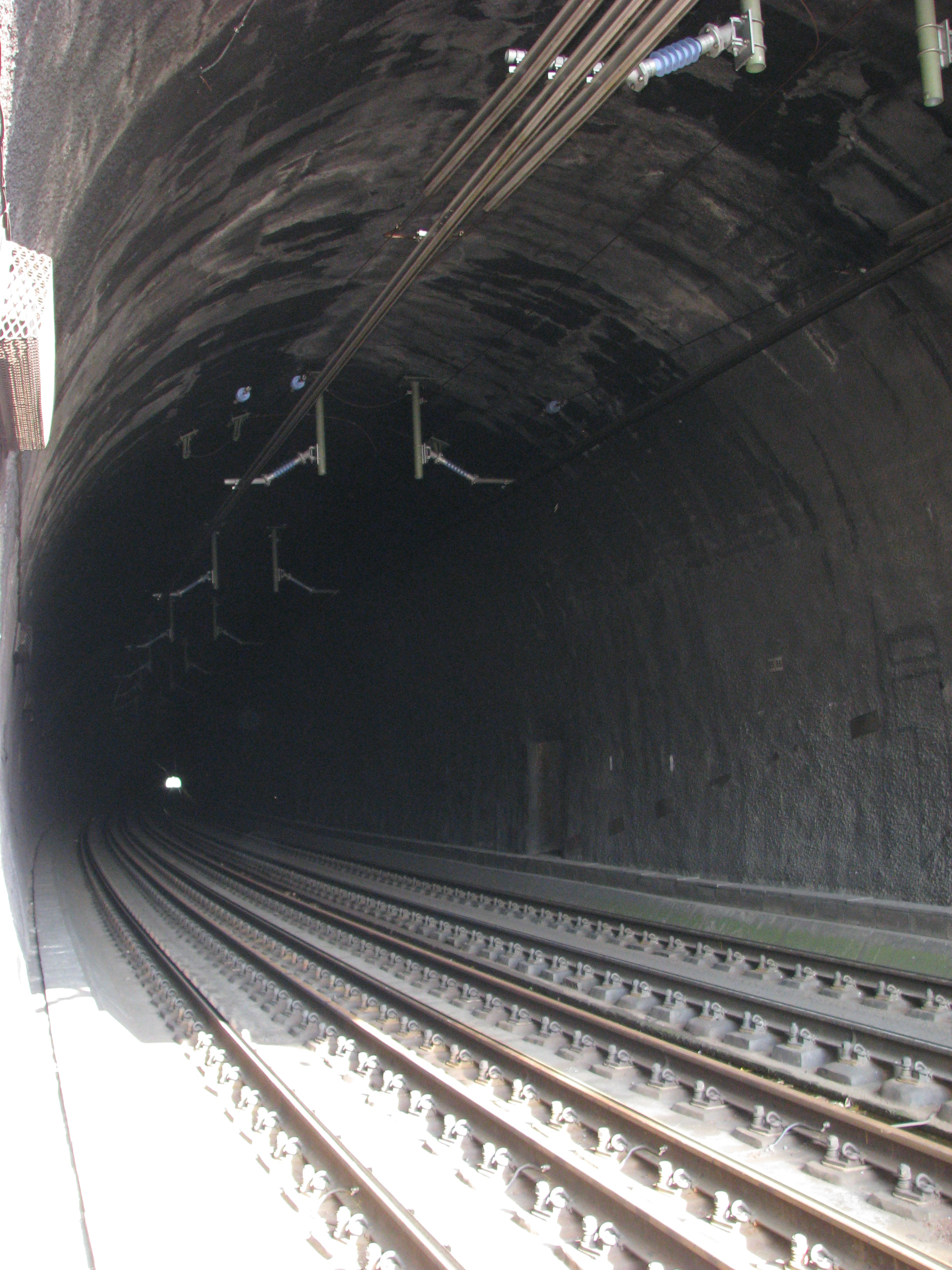
Vue intérieure du tunnel Gemmenich-Botzelaer montrant les trois voies

Sa construction fut initialement motivée pour la desserte des mines et usines de métaux non ferreux de Plombières, en Belgique. Elle commença en 1870 et s’acheva avec l’inauguration de l’imposant tunnel transfrontalier de Botzelaer (de) (tunnel de Gemmenich) le 29 juillet 1872. Ce tunnel a la particularité d'être à trois voies, car il est muni d'une voie centrale destinée aux trains à grand gabarit ; pour permettre le passage des trains électriques sur cette voie centrale, la caténaire de la voie latérale vers Montzen est décalée vers le centre du tunnel.
Durant la Première Guerre mondiale, l’occupant allemand, ne pouvant plus utiliser le Rhin d'acier (une ligne transfrontalière entre la région d’Anvers et la Ruhr) car cette ligne passait par les Pays-Bas (état neutre). Ils construisirent donc une ligne nouvelle prolongeant la ligne Aix - tunnel de Botzelaer, la ligne 24, qui fut inaugurée en 1917.
Ces deux lignes sont devenues un maillon essentiel du trafic des marchandises entre la Belgique et l’Allemagne.
La desserte de Plombières, qui était le premier motif de construction de la ligne 2552, a quant à elle cessé dans les années 1920 quand le gisement s'est tari, les lignes ferroviaires qui desservaient Plombières ont toutes fermé dans les années 1950.